# Мумм Іван Карлович
Мумм Іван Карлович (10 червня 1878, ? — 9 грудня 1963, місто Елуж, Бельгія) — старшина Дієвої Армії УНР.

## Життєпис
Закінчив Київське піхотне юнкерське училище, вийшов підпоручиком до 98-го піхотного Юр'євського полку (місто Двинськ). Учасник російсько-японської війни. Учасник Першої світової війни, кавалер ордена Святої Ганни. У 1917 році — інтендант 10-го армійського корпусу. Останнє звання у російській армії — полковник.
З 29 січня 1919 року — інтендант 10-го Дієвого корпусу Дієвої Армії УНР. У березні 1919 року — головний інтендант Запорізького корпусу Дієвої Армії УНР.
З літа 1919 року — у Збройних Силах Півдня Росії, працював в інтендантському управлінні Севастопольської фортеці.
Помер та похований у місті Елуж, Бельгія.